# Carla Maria
Carla Maria da Silva, também conhecida como Carlinha (São Paulo, 4 de junho de 1997) é uma futebolista brasileira, que atua como goleira. Em sua carreira, defendeu clubes como Audax, Centro Olímpico, Grêmio e São Paulo.

## Biografia
Carla Maria nasceu na cidade de São Paulo, no dia 4 de junho de 1997. No início de sua carreira, defendeu Audax e Centro Olímpico, e foi convocada para as seleções de base.
Em 2018, defendeu o 3B da Amazônia, clube pelo qual alcançou a semifinal da Série A2 do Campeonato Brasileiro. Em setembro do mesmo ano, foi contratada pelo Grêmio para a disputa do Campeonato Gaúcho, competição pela qual se sagrou campeã, defendendo um pênalti na decisão contra o Internacional.
Em 2019, transferiu-se para o São Paulo, onde se tornou titular e uma das principais jogadoras no título da Série A2. De 2019 a 2021, disputou 79 jogos com a camisa do São Paulo.

## Títulos
Grêmio
- Campeonato Gaúcho: 2018.[6]

São Paulo
- Campeonato Brasileiro - Série A2: 2019.[1]
- Brasil Ladies Cup: 2021.[1]

### Prêmios individuais
- Melhor Goleira (Bola de Prata): 2024